# 58145 Gus
58145 Gus este o planetă minoră (asteroid), cu un diametru de 4,074 km, din centura de asteroizi. A fost descoperită pe 1 august 1986 la Observatorul Palomar de . 
Obiectul prezintă o orbită caracterizată de o semiaxă mare de 2,3067619868783 UAi, o excentricitate de 0,20474940784764, o înclinație de 4,4108562851794 ° în raport cu ecliptica.